# Besleria symphytum
Besleria symphytum là một loài thực vật có hoa trong họ Tai voi. Loài này được Klotzsch & Hanst. ex Hanst. mô tả khoa học đầu tiên năm 1864.